# District de Senones
Le district de Senones est une ancienne division territoriale française du département des Vosges de 1793 à 1795.

## Création
Le 2 mars 1793, la Convention nationale prit un décret portant réunion de la ci-devant principauté de Salm au département des Vosges.

Il était rédigé comme suit :

La Convention nationale, après avoir entendu le rapport de son comité diplomatique sur le vœu librement émis par le peuple souverain composant les communes de la ci-devant principauté de Salm, dans les assemblées primaires, pour la réunion de la République française, déclare, au nom du peuple français, qu'elle accepte ce vœu, et en conséquence décrète ce qui suit :
ARTICLE PREMIER. — La ci-devant principauté de Salm est réunie au territoire de la République [française], et fait partie provisoirement du département des Vosges.
ART. 2. — Les tribunaux, juges-de-paix, municipalités et autres autorités constituées, actuellement existant dans la ci-devant principauté de Salm, continueront provisoirement leurs fonctions, jusqu'à ce qu'ils soient remplacés par d'autres autorités organisées conformément aux lois générales de la République [française].
ART. 3. — Il sera nommé deux commissaires, pris dans le sein de la Convention nationale, lesquels se rendront sur-le-champ dans la ci-devant principauté de Salm, à l'effet d'y prendre les mesures nécessaires pour l'exécution des lois de la République [française], d'y établir la libre circulation de commerce avec les départemens voisins, et enfin de recueillir et transmettre à la Convention [nationale] tout ce qui peut lui servir à déterminer, dans le plus bref délai possible, le mode d'incorporation.
Le 3 mars 1793, la Convention nationale nomma, par décrets, les citoyens Goupilleau aîné,  Michel et Couthon, commissaires dans la ci-devant principauté de Salm.

## Extension
Le 30 pluviôse an III (18 février 1795), la Convention nationale prit le décret suivant :
Les communes de Russ, Wich, Schirmeck, Rothau, Neuviller, Natzveiller, Wilderbach et Boerenback, faisant partie du district de Schlestat, département du Bas-Rhin, sont et demeurent réunies au district de Senones, département des Vosges.
Le 1er germinal an III (21 mars 1795), elle prit le décret suivant :
Les communes de Moyenmoutier et Roche-Libre [ci-devant Saint-Nabord], faisant partie du district d'Ormont, ci-devant Saint-Diez, département des Vosges, sont et demeurent réunies au district de Senones, même département.

## Subdivisions
En 1793, le district de Senones était subdivisé en cinq cantons, à savoir :
- Le canton d'Allarmont[1], comprenant les quatre municipalités suivantes : Allarmont[Cass 1], Celles-sur-Plaine[Cass 2], Luvigny[Cass 3] et Vexaincourt[Cass 4]
- Le canton de Grandfontaine[2], comprenant les trois municipalités suivantes : La Broque[Cass 5], Grandfontaine[Cass 6] et Raon-sur-Plaine[Cass 7]
- Le canton de Plaine[3], comprenant les deux municipalités suivantes : Plaine[Cass 8] et Saulxures[Cass 9]
- Le canton de Le Puid[4], comprenant les sept municipalités suivantes : Belval[Cass 10], Grandrupt[Cass 11], Le Mont[Cass 12], Le Puid[Cass 13], Saint-Stail[Cass 14], Le Saulcy[Cass 15] et Le Vermont[Cass 16]
- Le canton de Senones[5], comprenant les six municipalités suivantes : Châtas[Cass 17], Ménil[Cass 18], Moussey[Cass 19], La Petite-Raon[Cass 20], Senones[Cass 21] et Vieux-Moulin[Cass 22]

En 1795, deux cantons furent adjoints au district de Senones, à savoir :
- Le canton de La Broque[6], comprenant les municipalités suivantes : Barembach[Cass 23], Russ[Cass 24], Schirmeck[Cass 25] et Wisches[Cass 26]
- Le canton de Rotheau[7], comprenant les cinq municipalités suivantes : Natzwiller[Cass 27], Neuwiller[Cass 28], Rothau[Cass 29], Waldersbach[Cass 30] et Wildersbach[Cass 31]

La municipalité de La Broque continua de relever du canton de Grandfontaine.